# 朝鮮半島から流出した文化財の返還問題

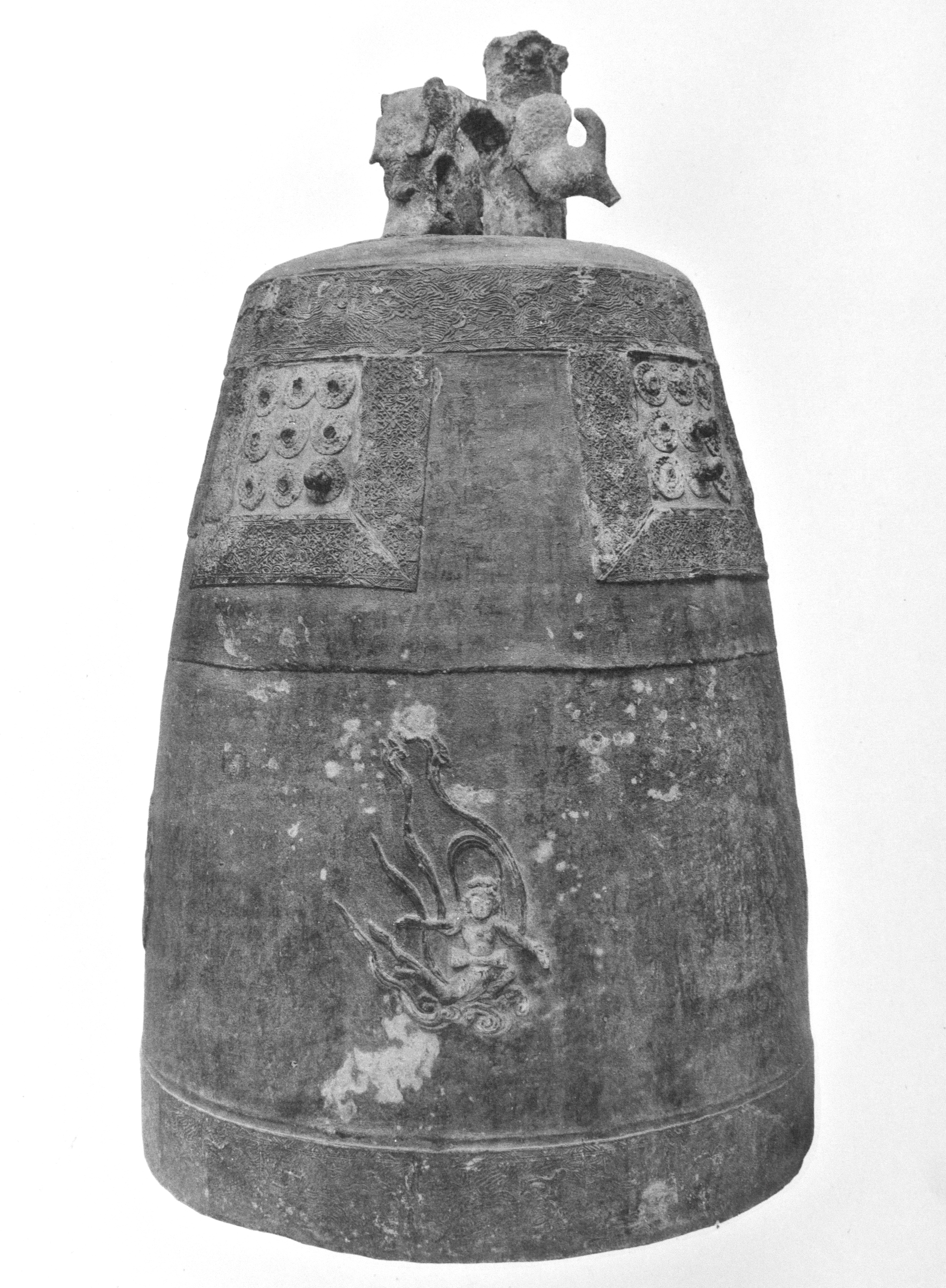
韓国晋州市が返還要求する常宮神社の朝鮮鐘（日本の国宝）。文化財の返還運動や盗難事件が多発しているため現在は一般公開されていない。

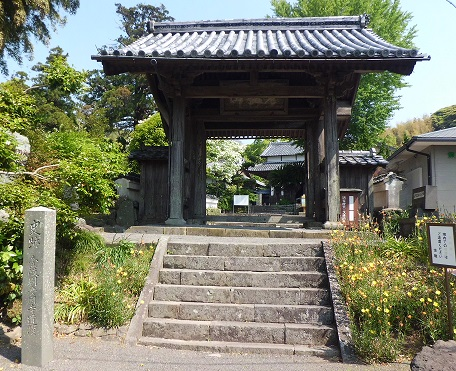
1994年に高麗版大般若経493帖が盗まれた安国寺（長崎県壱岐市）。盗まれた経典に酷似したものが1995年に韓国で国宝284号に指定された。

朝鮮半島から流出した文化財の返還問題（ちょうせんはんとうからりゅうしゅつしたぶんかざいのへんかんもんだい）とは、韓国が朝鮮半島から正式な手法を含めて他国に渡った文化財の返還を日本やフランスなどに求めている文化財返還問題。
日本は1965年の「財産及び請求権に関する問題の解決並びに経済協力に関する日本国と大韓民国との間の協定」と「文化財及び文化協力に関する日本国と大韓民国との間の協定」により、日韓における文化財の返還が完全かつ最終的に解決済みであり、また正式の手続きにより入手した文化財に返還義務はないとするのが基本的な立場であった。しかし、民主党への政権交代後の2010年の菅直人首相（当時）談話によって正式に古物商から購入したものも含む朝鮮王室儀軌1205点の「引渡し」（韓国側は日本側が違法であったと認めたとの意味が含まれる「返還」と意図的に誤記）を決定した。それ以降も韓国は、『略奪された』と主張する文化財の返還要求を行っている。
日本の寺社で盗まれた仏像や文化財と同一のものが韓国で国宝に指定されるなどの事件（対馬仏像盗難事件など）が発生し、日本は文化財不法輸出入等禁止条約に基づき調査や返還を要求したが、韓国政府にいずれも拒絶されしている。韓国国宝284号に指定された安国寺高麗版大般若経に関しては、2001年に時効成立してしまっている。

## 「返還」要求の問題性
韓国は流出文化財の流出の経緯が「略奪」によるものであるかどうかを確認できない文化財に対しても「返還」を要求しており、この点が他国の事例と大きく異なる。　韓国政府も日本側の発表内容を「返還」と意図的に「誤訳」するなどの虚偽行為をしている。そのため、中央日報は苦言を呈している。

## 文化財への規範
ヨーロッパではキケロがシチリア総督ウェッレスの文化財収集癖を批判し、国外植民地における帝国統治の責務として、文化財を略奪しないという規範が形成された。
ワーテルローの敗北後、イギリスのウェリントン公爵によってナポレオンによってヨーロッパ各地から奪取された美術品がフランスから返却された。
また第二次世界大戦前にもアメリカも持ち出しを禁止していた。

## 日本による朝鮮文化財の入手法についての論争
韓国側は戦後一貫して日本によって文化財が略奪されたと主張している。一般に韓国人は日本にある朝鮮半島由来の文化財を日本人が朝鮮から略奪したものとみなしているといわれる。略奪や盗掘などの手段で搬出されたのか、売買や寄贈や所有権の移転などによって合法的に搬出されたのかは必ずしも区別されていない。

### 日本統治時代に日本に渡った文化財に関するもの
日韓国交正常化交渉時の「文化財及び文化協力に関する日本国と大韓民国との間の協定」作成に向けての交渉において外務省は朝鮮文化財の返還を文部省に打診したが、日本の文化財保護委員会や朝鮮史学者らは反対した。
1950年8月に文化財保護法施行ともに発足した文化財保護委員会は文部省外局の機関であったが、当時韓国への文化財返還には一貫して反対していた。当時の文化財保護委員会委員は矢代幸雄、細川護立、一万田尚登、内田祥三、高橋誠一郎であった。1953年10月、同委員会は東京国立博物館所蔵の韓国関係文化財について「ほとんどすべて、旧帝室博物館当時、古代日鮮関係の文物を国民一般に周知させて、文化交流を試図する目的で収集したもの」で、「すべて購入、寄贈、交換などによる正規の手続きを踏んで得たものである」と答弁した。さらに1960年4月6日に文化財保護委員会は外務省で「文化財の大部分は、総督府時代に韓国の博物館にあり、終戦後もほとんどを残してきており、むしろ日本側で貰いたい位であると語った。第5次会談直前の1960年9月19日での日本外務省・文部省討議で文化財保護委員会は、韓国側が韓国併合条約無効論に立脚するならば正当に入手した文化財を返還するのは一考を要すること、東京国立博物館の朝鮮関係文化財を返還すれば将来的に日本には朝鮮関係文化財のすべてがなくなってしまう憂慮があること、などを指摘し、返還に応じるにしても一方的に日本だけが返還するのでなく韓国国立中央博物館にある大谷光瑞コレクションなどは日本に返還されねばならないのではないかと述べた。
1959年当時に奈良国立文化財研究所長で戦前には朝鮮半島での古蹟調査保存事業に参加し京城帝国大学教授であった藤田亮策も朝鮮での日本の文化財保護政策について「故意の宣伝や悪口が日本の半島統治に対して如何なることをいふにしても、文化事業のために払われた永年の努力とその功績に対して何人も一言を挟む余地はあるまいと信ずる」と述べ、また朝鮮の統治についての非難に対して「日本と日本人が全力を尽くした努力が、また、国の運命を賭して敢闘したことが、ただ単に日本人のためだけであったと限定されることなのか、朝鮮と朝鮮人の永遠の幸福はまったく度外視されることなのか、そうではないのかは百年後の歴史家が正確に解析してくれると考える」と述べ、「少なくとも朝鮮の古蹟調査保存事業だけは半島に残した日本人の最も自負しなければならない記念碑中の一つと断言しなければならない」として、総督府博物館における朝鮮古文化財の登録指定、保存、修理、収集、研究報告が、精密な方法によって朝鮮の文化を世界に紹介したことや、寺内総督が朝鮮の文化財は半島内で保存すべきであるという方針をとったことなどを指摘し、古蹟調査保存事業は「朝鮮と朝鮮人に対して永久に誇るにたる文化事業であった」と述べた。
このほか、田川孝三東京大学東洋文化研究所教授（当時）は、重複がある場合や、韓国側の言い分に筋が通っている場合には返還に応じてもいいとコメントした。梅原未治も朝鮮総督府の古蹟調査保存事業は、埋もれた文物を発掘したり、博物館で保存するなどしたことは「当然高く評価せらるべき」とした。
他方、森本和男は、文化財の略奪に関する規範が確立していた欧米に対して「日本では戦争から文化財を守る規範が乏しかった」とし、また戦後も「日本国内では、被害も加害もまるで何事もなかったかのように文化財は語られず、日本で道義的議論の機会が失われた」と日本の対応を非難している。森本によれば、朝鮮王室儀軌や利川五重石塔（大倉集古館所蔵）の持ち出しは「国際的に確立された文化財に関する倫理からすると不当とされるのであり、韓国の人たちから見れば略奪」であるし、取得方法が不正か正当だったのかの事案としてではなく、日本人の倫理そのものが問われていると述べている。
日本共産党の衆議院議員石井郁子は韓国の返還運動に答えるべきであるとして2007年4月6日の国会で、東京芸術大学の金錯狩猟文銅筒、東京根津美術館の高麗青磁陰刻浄瓶や李朝時代の石塔、豊臣秀吉の朝鮮出兵時に日本に持ち帰った文化財や、「日本が朝鮮併合や中国侵略によって朝鮮半島や中国大陸などから発掘や略奪によって日本に持ち帰ってそのまま所有している、所蔵している文化財」についての調査を要請した。また、日本の市民団体韓国朝鮮文化財返還問題連絡会議の荒井信一らは、日本にある朝鮮由来の文化財は返還すべきであると主張し、とりわけ民間の博物館が保管する文化財の返還については進展しないため、「植民地期に不法に流出した朝鮮半島由来の文化財」については返還されるべきと主張している。

### 存在しない文化財は日本に奪われたとするもの
石窟庵の本尊となる仏像は2体あったが、1体は日本人に盗まれたものとして日本に返還を求める運動が行われていたが、考古学調査の結果、本尊となる仏像は最初から1体であり、日本に盗まれたというのは韓国で広まった俗説であることが判明した。

### 李氏朝鮮時代の文化財の渡来について
韓国では、日本にある高麗仏画の多くは倭寇など日本が略奪したものだとしている。また対馬仏像盗難事件で対馬の観音寺から盗まれた「観世音菩薩坐像」も根拠なく倭寇に略奪されたものだから返還しなくていいと韓国仏教界などは主張している。韓国側の返還拒否の根拠として「日本は仏像を盗んだというが、それ以上に我が国の文化財を大量に略奪してきたではないか。『返せ』というなら、まずはそちらから返すのが筋だ」という主張がなされている。
他方、日本では、李氏朝鮮が仏教を弾圧したため日本に流出したものだとしている。日本の高麗仏画には由来に豊臣秀吉の朝鮮征伐の際の戦利品と書かれてあるものもあるが、この由来書について上垣外は疑ってかかる必要があり、当時は分捕り品とした説明した方がかっこいいこととされていたことも考慮する必要があると述べている。李氏朝鮮政府は仏教弾圧政策をする一方で、高麗仏画は日本に高価で取引されるため貿易品として輸出したり、また日朝親睦のため贈答したこともあった。上垣外は日本と朝鮮のあいだは戦争の歴史であったとみると歴史認識が歪むと指摘したうえで、そうした認識から、日本に朝鮮の文化財があると秀吉の軍隊が略奪したものに違いないと断定することになるが、秀吉の軍隊が略奪したものの多くは書籍であったし、略奪品として日本に来た物もあるが、平和的な交流のなから贈り贈られてきた物や貿易で入ってきた物もかなりあるとして、すべてを略奪品とみなす見方を批判している。
対馬仏像盗難事件で盗まれた2体の仏像について郷土史家の永留久恵は、「交易でもたらされた品と考えるのが最も適切だ」と反論しており、対馬島主らは真珠や水銀を贈るかわりに高麗から仏像や経典を受け取っていたし、海神神社の仏像が渡来したのは倭寇の時代よりも以前であったことを指摘している。また倭寇も高麗末期に関しては大半が高麗の住民で、対馬の島民らではないことが朝鮮王朝の正史朝鮮王朝実録にも記載があり、倭寇を日本人の海賊と短絡する見方を批判している
日本共産党の衆議院議員（当時）石井郁子は韓国の返還運動に答えるべきであり日本にあるすべての朝鮮由来の文化財の調査を実施すべきであるとして、そのなかに豊臣秀吉の朝鮮出兵時に日本に持ち帰った文化財についての調査も含めた。
| 韓国の主張 | 日本の主張 |
| --- | --- |
| 日本にある高麗仏画や朝鮮由来の仏像の多くは倭寇など日本が略奪したものである。                                                                           | 日本に朝鮮の仏画があるのは李氏朝鮮が仏教を弾圧したため日本に流出した。李氏朝鮮政府は仏教弾圧する一方で、高麗仏画は日本に高価で取引されるため貿易品として輸出したり、また日朝親睦のため贈答したこともあった。 |
| 日本は対馬の仏像などを盗んだというが、それ以上に朝鮮の文化財を大量に略奪してきた。返還を要求するなら、まずは日本が盗んだ文化財を先に返すのが筋である。 | 対馬の仏像は交易品と考えるのが最も適切である。対馬島主らは真珠や水銀を贈るかわりに高麗から仏像や経典を受け取っていた。また海神神社の仏像が渡来したのは倭寇の時代よりも以前で、倭寇による略奪説は成り立たない。また倭寇も高麗末期に関しては大半が高麗の住民であることが朝鮮正史朝鮮王朝実録でも記載されており、倭寇を日本人とみなすことには問題がある。 |
| 日本にある朝鮮由来の文化財の多くは豊臣秀吉が朝鮮征伐の際に略奪したものであるため、返還すべきである。                                                   | 秀吉の軍隊による略奪の多くは書籍であったし、略奪品として日本に来た物もあるが、平和的な交流のなから贈り贈られてきた物や貿易で入ってきた物もかなりあり、すべてを略奪品とみなすことはできない。文化財の由来書に朝鮮征伐の分捕り品（戦利品）と書かれているものも、当時は分捕り品とした説明した方がよしとされていたことも考慮する必要がある。               |

## 文化財の数
2010年、大韓民国文化財庁は韓国国外に流出した文化財は、搬出手段が合法か違法であったかにかかわらず、18ヶ国、10万7,857点に及ぶとし、このうち日本が保管する文化財は6万1,409点で全体の半数以上としている。また韓国の調査によれば、日本には研究機関や寺社なども含め250ヶ所に文化財が所蔵されている。韓国マスコミでは、日本にある6万点あまりの朝鮮半島の文化財の全てを「略奪文化財」と位置づけている。
2014年10月、セヌリ党議員の李相逸は韓国の文化財で国外にあるものが15万6160点、日本にある文化財が6万6824点で、全体の43.3%で海外で第一の保有国になっているとした。日本に続いては、米国でメトロポリタン博物館など4万2325点、ドイツに1万727点、中国8278点、英国7954点、ロシア4067点、フランス2896点、台湾2881点、カナダ2192点、オーストリア1511点とされた。
2014年時点で返還された文化財は9760点とされ、そのうち5139点が2001年以降に返還されたものとされた。
セヌリ党議員の李相逸は、文化財返還は政府の努力より民間による努力によってなされる場合が多いと述べて、民官合同で返還につなげるタスクフォース運営を提案した。

## 日本との問題

### 終戦直後の返還要求
終戦直後の1945年10月、朝鮮の団体震檀学会が、日本とGHQに対して「日帝によって略奪された文化財の返還」を要求したが、成果はなかった。
1951年9月に日本国との平和条約が調印されてから、アメリカの斡旋で日韓は国交正常化交渉を10月20日に開始した。
その後1951年10月24日、旧王室財産管理委員会は、「日本が侵略した際に旧王室の財産が略奪された」と主張する報告書を作成した。

### 日韓国交正常化における文化財を巡る交渉
当時の日韓会談における文化財を巡る交渉の過程は以下の通りである。
- 1952年1月9日、日韓会談直前に日本側から「日韓の雰囲気をよくするため」の文化財返還が提示された[7]。
- 第1次会談（1952年2月15日-4月25日[7]）
  - 1952年2月21日の第1回財産請求権委員会で韓国側が韓日財産及び請求権協定要綱で「韓国より運び来りたる古書籍、美術品、骨董品、その他国宝、地図原版及び地金と地銀を返還すること」と提示された。これについて韓国側は2月23日、「不自然な方法、奪取のごとき、韓国民の意思に反して搬出された」と規定した[7][30]。
- 第2次会談（1953年4月15日-7月23日[7]）で韓国は韓国国宝などの目録を提示し、日本は調査中と答弁した。
- 第3次会談（1953年10月6日-10月21日[7]）
  - 1953年4-7月の非公式会談で広田アジア局第2課長は日本渡来の経緯に種々あり、古く渡来したものもあれば正当な価格で購入したものもあるので、これを網羅的にとりあげることは困難と答弁した[30]。1953年10月の会談でも日本は「文化財の大部分は明治以前に正当な手段で日本に搬入された」と主張した[30]。日本国内の議論では文部省が返還する義務がないとして反対した[7]。
  - 1953年10月15日の会談で、韓国側が、日本の在韓財産はアメリカが接収したのであり本来なら韓国は36年間の日本の支配下での愛国者の虐殺、韓国人の基本的人権の剥奪、食料の強制供出、労働力の搾取などへの賠償を請求する権利を持っていると述べたところ、久保田貫一郎が日本は植林し、鉄道を敷設し、水田を増やし、韓国人に多くの利益を与えたし、日本が進出しなければロシアか中国に占領されていただろうと反論し、また米国による日本人資産の接収は国際法に違反していないと考えるし、違反していたとしても米国への請求権は放棄したと回答した[7][29]。久保田貫一郎が韓国側は「植民地支配は韓国に害だけを与えたと考えている」と指摘したところ、久保田妄言として韓国で批判された[31]。朝日新聞は2013年6月15日記事で日韓交渉を決裂させた原因として非難した。当時、韓国は「久保田妄言」への報復として李承晩ラインを設定し、竹島を占領した[29]。
- 第4次会談（1958年4月15日-1960年4月15日[7]）
  - 1958年4月16日、日本は東京国立博物館の106点の文化財を韓国に返還したが、韓国側は資料的価値の低いものと評価して、韓国には歓迎されなかった[7]。
  - 1958年6月4日、日本は韓国側の気持に同情的であると述べたが、10月には全文化財の引渡は不可能とのべた[30]。
- 第5次会談（1960年10月25日-1961年5月15日[7]）では専門家会議がはじめて実施され、韓国の不法に持ち去られたという主張と日本の反論が繰り返された[7]。日本側が正当な手段で入手したと主張すると、韓国側は「正当な取引であるとしても、その取引自体が植民地内でなさえた威圧的な取引であった」と答えた[7]。
- 第6次会談（1961年10月20日-1964年10月4日）
- 第7次会談（1964年12月3日-1965年6月22日[7]）

### 文化財及び文化協力に関する日本国と大韓民国との間の協定
1965年6月22日、日本と韓国は「歴史的な関係を考慮して」、日韓基本条約で文化財及び文化協力に関する日本国と大韓民国との間の協定を結んだ。この協定と「財産及び請求権に関する問題の解決並びに経済協力に関する日本国と大韓民国との間の協定」により日韓間における文化財の返還問題に関しては法的に最終的に決着した。協定は御名御璽に続いて内閣総理大臣佐藤栄作、椎名悦三郎外相、高杉晋一首席代表、大韓民国外務部長官李東元、駐日大使金東祚、文部大臣中村梅吉、郵政大臣郡祐一が署名した。1965年（昭和40年）12月18日公布された。
文化財返還問題について当時日本は「正式の手続きにより購入したかあるいは寄贈を受けたか、要するに正当な手続きを経て入手したもので、返還する国際法の義務はない」（1964年3月25日衆院文教委員会にて宮地茂文化財保護委員会事務局長）との立場をとっていたが、およそ1321点の文化財を韓国側へ引き渡した。同協定附属書には陶磁器、考古資料、石造美術品など返還された文化財の一覧が記載された。
椎名悦三郎外相は「返還する義務は毛頭ないが、韓国の文化問題に関して誠意をもって協力するということで引き渡した」と説明した。当初、韓国側は「返還」、日本側は「贈与」という表現を用いるよう主張し、最終的に「引渡し」という表現で合意した。
この協定の第3条では、日韓両国内で保有されている文化財について「他方の国の国民に研究する機会を与えるため、できる限り便宜を与えるものとする。」と定められている。

### 1990年代以降の日本からの韓国への引渡し・寄贈
1990年代以降も、韓国は日韓基本条約時の「当時の調査から漏れていた」として、「略奪」された他の文化財の「返還」を求めており、韓国併合時代に朝鮮総督府や個人収集家によって朝鮮王室儀軌をはじめ多数の文化財が日本へと不法に流出したと主張しており、韓国政府や市民団体は日本へそれらの「返還」を強く求めている。
- 1991年、故李方子（英親王妃）に由来する服飾等の譲渡に関する日本国政府と大韓民国政府との間の協定が成立し、朝鮮王朝最後の皇太子妃李方子の服飾などが韓国政府に譲渡された[32]。
- 1996年には山口県立山口女子大学が寺内文庫を韓国の慶南大学に寄贈した[32]。
- 2005年には靖国神社は北関大捷碑を韓国に引渡し[32]、翌年かつて設置されていた北朝鮮に引き渡された。

#### 朝鮮王朝実録の寄贈（返還）
2006年7月14日、東京大学は『朝鮮王朝実録』をソウル大学奎章閣に引渡した。李氏朝鮮の歴史書『朝鮮王朝実録』五台山史庫本は1913年に朝鮮総督府から東京帝国大学に寄贈、多くは関東大震災で焼失したが残った74冊のうち27冊は1932年に京城帝国大学に移され、47冊は東京帝国大学に残された。東京大学はマイクロフィルムに記録した上で、原本をソウル大学に「寄贈」したが、韓国側では「返還・還収」と呼んでいる。
ソウル大朝鮮王朝実録還収委員会の李泰秀ソウル大学院長は「略奪に対し過ちだったという謝罪文を受け取ってから返還をしてもらうべきだった」が妥協したと述べた。また国民大学校教授の柳美那は、東京大学が流出経路は不明で、寄贈は学術交流のためと述べたことに対して、これは「（朝鮮王朝）実録以外の韓国関係文化財はいっさい返還する意思がない」宣言であると解釈した。また朝日新聞も「なぜ解明できぬ来歴」として過去の清算が問われていると主張した。中央日報は社説で朝鮮王朝実録「返還」について「今の韓日関係が日本の右翼政治家たちの妄言から始まっているだけに、まだ日本に良心的勢力が健在しているという証でもある」と評価し、また韓国政府には「略奪文化財の返還を通じ本当の歴史をとらえることに努めてほしい」と要求した。
このような北関大捷碑や朝鮮王朝実録の引渡しによって、韓国ではそれら以外の日本が保有する「略奪文化財」の返還運動が活発になっていった。
韓国の返還運動に呼応する日本国の国会議員も現れ、2007年4月6日、第166回国会文部科学委員会第8号では日本共産党の衆議院議員石井郁子は個人が所有する物も含めて朝鮮半島由来の文化財の韓国への返還を目指して調査すべきであると主張した。

### 朝鮮王室儀軌「返還」
朝鮮王室の儀典書である朝鮮王室儀軌はこの問題を代表する文化財のひとつであり、カイロで開かれた文化財保護と返還のための国際会議でも、韓国代表は「不法に搬出された」ものだと主張し、優先返還リストに加えていた。李明博政権は「日韓関係の象徴として例外的な扱いを求め」強く「返還」を要求し、また韓国の僧侶慧門らの返還運動も活躍した。

#### 菅政権による「引渡し」と批判
2010年8月10日に菅直人首相による談話の内容が閣議決定され、そこに「『朝鮮王朝儀軌』等の朝鮮半島由来の貴重な図書について、韓国の人々の期待に応えて近くこれらをお渡ししたいと思います」とする一文が盛り込まれ、朝鮮総督府経由で宮内庁にもたらされた書物が引き渡されることになった。松本剛明外務大臣（当時）は「（日韓）両国の国民の気持ち、感情が一層良くなる」と述べ、仙谷由人内閣官房副長官（当時）は談話は「日韓関係を本当の意味で未来志向で豊かなものにしていく」ものだと主張した。菅直人は「法律的問題はすでに解決されたという観点で（返還ではなく）引き渡しだという表現を使った」と強調したが、韓国側は『返還』だと公式発表するなど無意味だった。
韓国政府の日本側発表に対する意図的誤訳
「引渡し」か「返還」かについて日韓では認識が違っており、日本政府は公式には、日韓併合は韓国併合ニ関スル条約によって合法的に行われ、これらの図書は合法的に日本へ寄贈されたものであるため「返却」ではなく「お渡し・引渡し・寄贈」と位置づけているが、談話において「（韓国は）その意に反して行われた植民地支配によって、国と文化を奪われ」と明言して、事実上の「返還」を談話で決定した。これに対して、韓国政府や韓国マスコミは以前から日韓併合自体が違法で無効であると主張しているため「返却・返還・還収」という言葉に強くこだわっており、韓国政府は外交文書において一方的に「お渡し」を「返還」に書き換えていた。韓国メディアである中央日報も「わざわざ誤訳」した韓国政府を批判し、問題視した。しかし、菅直人政権はその事実を確認後も韓国政府に抗議しなかった。
他方、韓国で保管される日本由来の文化財には対馬宗家文書などもあり、一方的に日本が韓国に引き渡すのではなく、相互の文化協力という趣旨から韓国にも引渡を要求すべきと国会で主張されたが、松本剛明外務大臣（当時）はそれらは同列に論じられるべきものではないし、「互いに過去のものの引渡しを求めていけば収拾がつかなくなるおそれがある」として韓国には引渡しを求めないと答え、また日本国内での仏像盗難事件については日韓図書協定とは無関係であると答えた。
韓国政府は菅談話の早期の履行を求めていたが、11月14日に日韓図書協定が署名され、引き渡し対象書物は協定の「附属書」の記載に従い合計150部1205冊とされた。日韓図書協定は2011年6月10日に発効。2011年12月6日に引渡しが完了した。
引渡されたなかには宮内庁書陵部が1917年に古物商から正式に購入した儀軌も4点含まれていた。
産経新聞は、日本政府は返還文化財を公式的には「略奪文化財」に位置づけていないが、談話で「文化を奪われ」と言及していることから、間接的に「略奪文化財」を認めたことになり、今後「略奪文化財の返還」という構図が「既成事実化」する可能性があり、河野談話と同じ構図で「禍根」を残したと批判した。ジャーナリストの安積明子も、戦後一貫して返還義務がないとしてきた日本政府の立場が菅談話によって崩れたと主張した。

### 韓国人窃盗団による「返還」名目の日本文化財の窃盗
1970年のユネスコ条約（文化財不法輸出入等禁止条約）によって盗品の文化遺産の国際取引と返還措置が締結国に義務づけられている。しかし、韓国では小中華思想や韓民族優越主義の観点から「日本文化のほとんどが日本人が朝鮮半島から盗み出したもの」という見方（韓国起源説等）が流布しており、「日本に略奪された韓国文化財と文化を取り戻しにいく」という名目で、韓国人によって日本にある日本の文化財や中国や朝鮮半島由来の文化財が組織的・計画的に韓国人窃盗団に盗み出される事例が1994年以降、2012年まで相次いでいる。韓国では「日本が盗んで持って行ったのだから、盗み返しても問題ない」という通念が流布している。
韓国の警察によれば、韓国古美術界では窃盗品の売買を意図的に繰り返し時効成立を待つ体制があり、「韓国窃盗ビジネス」として成立しており、窃盗団、古美術界、パトロンの財界などが一体となっている。特に高麗仏画は韓国に20点程しかなく、日本に100点、米国や欧州に40点ほどあり、韓国での価格は50億ウォンにもなるといわれ、盗難の標的にされている。こうしたことを背景に韓国窃盗団は日本の寺社は警備が手薄で盗んで売却すればいい金になると窃盗を繰り返している。
日本の文化庁・外務省は1970年にユネスコ総会で採択された文化財不法輸出入等禁止条約に基づき、1998年以降、返還要請を繰り返しているが、韓国政府は日本からの度重なる調査・返還要請を拒否し続けている。この背景には伝統的な反日感情のみならず、「日本は韓国から略奪した文化財を返さないでいるのに、なぜ韓国のほうから積極的に返さなくてはならないのか」という一方的な被害者意識から来る国民感情がある。
このような状況のなか、菅直人内閣は在韓日本文化財問題については無視したまま朝鮮半島由来の文化財の譲渡を決定した。しかしこの菅内閣の決定によって韓国での文化財返還運動が盛り上がることとなった。
日本の外務省は2011年4月にも韓国政府に対し高麗版大般若経と阿弥陀三尊像（重文）の二点の再調査を要請した。韓国の文化財保護法第20条には外国文化財保護関連条項もある。

#### 安国寺高麗経典盗難事件
1994年、長崎県壱岐市の安国寺から高麗版大般若経（国の重文）493帖が韓国人によって盗まれた。その後1995年3月に大韓民国指定国宝284号「初彫本大般若波羅蜜多経」に指定されたものと酷似しているため、日本政府は1998年に確認を要請したが、韓国政府はこれを拒否した。2001年に時効となった。また、ソウル中央地検は最終的な購入者が韓国博物館会会長という地位にあるにもかかわらず盗品とは知らずに買ったもので善意の取得であったと言い訳した。成均館大学の千恵鳳教授は国際法を無視して「われわれとしては略奪されたものが戻ってきたわけで、実に幸いなことだ」と述べた。ジャーナリスト菅野朋子が千恵鳳教授に鑑定書について質問すると余程都合が悪かったのか「時効もとっくにすぎている話をいまさらどういう意図で取材しているのか」と激高し話を打ち切った。
評論家の金虎年は安国寺から盗まれた経典はかつて倭寇が略奪したもので、公訴時効も過ぎたと2005年に書いている。

#### 叡福寺高麗仏画盗難事件

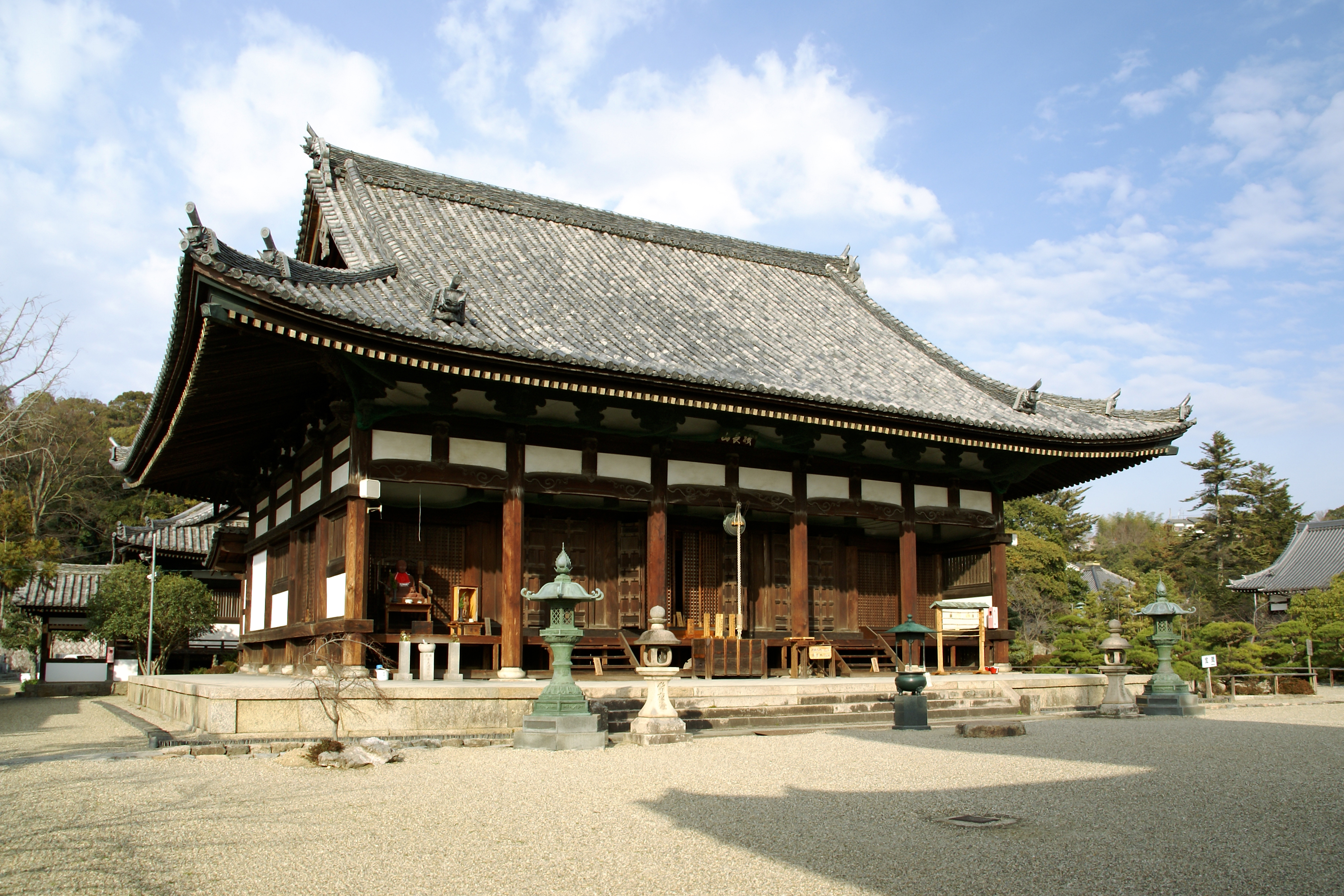
高麗仏画32点が韓国人窃盗団によって盗まれた叡福寺（大阪府太子町）。

1998年には大阪府太子町の叡福寺から高麗仏画「楊柳観音像」（重要文化財級）を含む仏画32点（1億3000万円相当）が韓国人窃盗団によって盗まれたことが2004年に判明した。

#### 隣松寺高麗仏画盗難事件
2001年9月、愛知県豊田市の隣松寺から阿弥陀如来の極楽浄土を描いた県指定の重要文化財の高麗仏画「絹本著色観経曼荼羅」など7点（4000万円相当）が盗まれ安国寺盗難事件と同一の犯人が2004年に犯行を認めた。しかし、行方不明の「絹本著色観経曼荼羅」は中国の元朝由来のものであるが、韓国文化財管理局によって「日本所在韓国仏書図録」に位置づけられており、韓国大邱広域市寺院が所蔵しており、返還されていない。

#### 鶴林寺仏画盗難事件
2002年7月、兵庫県加古川市の鶴林寺から「絹本著色阿弥陀三尊像」（国指定重文）「聖徳太子絵伝」6幅（重文）と「阿弥陀三尊像」1幅（重文）と市指定文化財「釈迦三尊十六善神像」など8点（約1億7500万円相当）が韓国人4人の窃盗団によって盗まれた。2002年9月には神戸地裁で犯人に懲役3年6ヶ月の実刑判決が出された。
2004年10月、韓国で日本の文化財窃盗を繰り返した犯人が逮捕され、鶴林寺などからの盗品数は47点（総額3億1000万相当）と自供し、「日本が略奪した文化財を探し出せという神のお告げにより犯行に及んだ」と語り、韓国で「文化遺産を取り戻した愛国的行動」と賞賛された。2005年1月21日、懲役1年の実刑判決がおりた。
2005年、島根県出雲市鰐淵寺から「紙本墨書後醍醐天皇御願文」など国指定の重要文化財4点を含む、仏画や経典13点が盗難。韓国人古物商が逮捕された。

#### 大恩寺・西福寺連続強盗致傷事件
2005年8月3日、愛知県豊川市の大恩寺に仏画「絹本著色王宮曼荼羅図」を盗もうと侵入した韓国人男性4人の窃盗団が、住職を包丁で刺す強盗未遂事件が発生し、犯人らは逮捕された。犯人は2006年9月22日の福井県敦賀市の西福寺で住職が金属バットで襲撃され、現金41万円を奪われた事件に関わったことも認め、「文化財は金になる」と白状した。犯人は在日韓国人向けの求人サイトで報酬1億円以上と共犯者を募集していた。2007年8月30日、被告は名古屋地裁判決で懲役12年が言い渡された。2014年4月22日、窃盗団の4人目が日韓犯罪人引渡し条約に基づき逮捕された。

#### 対馬連続仏像盗難事件

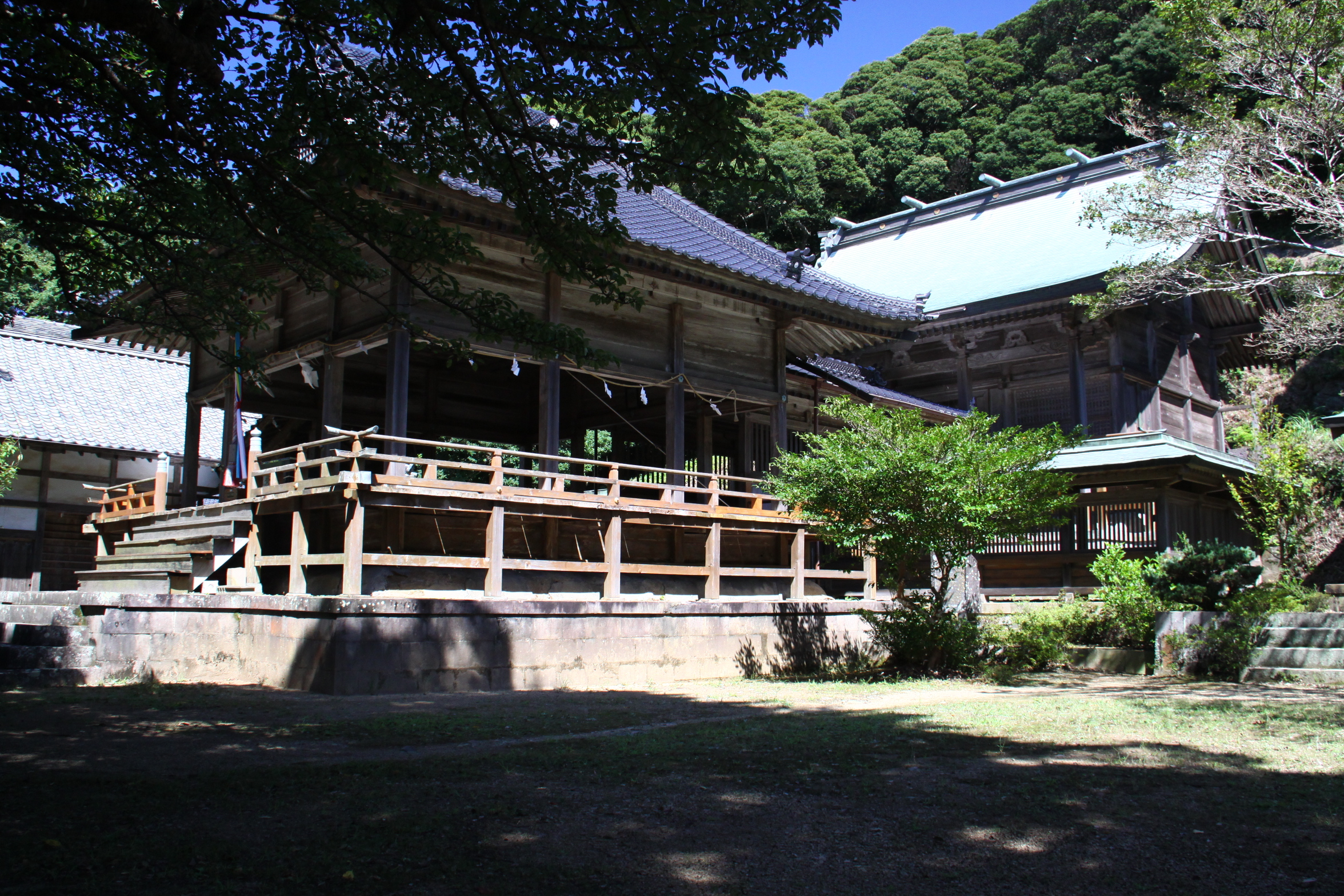
韓国人窃盗団によって仏像を盗まれた海神神社（長崎県対馬市）。犯人らは逮捕され仏像も回収されたが、豊臣秀吉の朝鮮出兵による略奪品でないことを日本は証明するべきであるとして韓国側は返還に応じていなかった（2015年7月に返還）。

2012年10月8日にも、対馬仏像盗難事件が発生し、対馬の海神神社の国指定の重要文化財「銅造如来立像」、観音寺の長崎県指定文化財の「観世音菩薩坐像」、多久頭魂神社の長崎県指定文化財の「大蔵経」が、8人の韓国人窃盗団に盗まれた。犯人は2013年に韓国で逮捕され、仏像2体は回収された（「大蔵経」の行方は不明）。
しかし、これらの文化財の価値が韓国の国宝級であることが判明すると、韓国では返還を惜しむ声が高まり、中央日報は「（日本側が）略奪や強制搬出した事実が確認されれば話が変わる」と主張、ハンギョレは「国宝級仏像は略奪物？」の記事で「返還拒否には流出の不法性を証明しなければならないが、事実上不可能との見解が優勢だ」と指摘、YTN局は文禄・慶長の役の際に仏像が流出した可能性が大きいと主張した。韓国の大学教授らは銅造如来立像は神功皇后が、観世音菩薩坐像は倭寇（または豊臣秀吉）が、朝鮮から日本に略奪したと主張し、日本が返還を求めるならば入手経路を明らかにしなければならないという世論を形成していった。2013年2月、忠清南道瑞山市は日本への返還に反対し、韓国最大の仏教宗派曹渓宗瑞山市住持評議会は「文化財の不法略奪、不法流出、盗難経行為ついては、歴史的・時代的状況を遡及して適用すべきだ。窃盗団は法に従い厳重に処罰されるべきだが、仏像は過去の（朝鮮半島からの）流出経路が明らかになるまで日本に返還してはならない」としたうえで「調査の間は国連教育科学文化機関（ユネスコ）の仲介を通じて、遺物を第三国に預けることを検討すべき」と主張した。曹渓宗の浮石寺は大田地方裁判所に「有体動産占有移転の禁止仮処分申請」を要求し、裁判所は「観音寺側が仏像を正当に取得したということを訴訟で確認するまで、日本に仏像を返還してはならない」という決定を下した。浮石寺は「仏像の頭の部分が破損していることも（日本人による）略奪の証拠だ」と主張している。
2013年9月27日、韓国の龍震竜文化体育観光相が下村博文文部科学相との会談で「当然返還すべきもの」「韓国政府としては返還に向けた対応についてきちっとしていきたい」と述べたことが韓国で報道されると、親日派として批判され、また日本の返還要求は「韓日文化交流の足かせとなる日本の強引なやり方」であると中央日報は社説で批判し、釜山日報は下村文科相は「代表的な右翼政治家」として報道するなど、日本は「発言を捏造・拡大解釈して問題を大きくした」などとして批判された。
2015年7月、韓国の検察は、仏像2体のうち銅造如来立像を日本側に返還することを発表。銅造如来立像は同年7月17日返却された。2016年7月5日、浮石寺は「日本では、韓国が盗んだ物を返していないと言われているが、そうではない。盗んだ人は逮捕され、処罰された。それで窃盗事件は終わった。」と事件の解決を宣言。2017年1月には「(この窃盗事件が）日本に不法流出したと推定される7万点あまりの文化財を取り戻す出発点になることを期待する」と話している。

### 韓国側が「返還」を求めている日本国が所有する文化財

#### 東京国立博物館所蔵・王朝武具
2013年12月10日、韓国国会は本会議で、東京国立博物館が所蔵する朝鮮王朝の王が代々身につけたとされる武具の返還を求める決議案を全会一致で採択した。決議は「日本の植民地支配期に不法に運び出されたと推定される」と主張。「韓国政府は日本政府に誠実な調査を求め、不法搬出が確認されれば、直ちに韓国の国立古宮博物館に返還するよう求めよ」と訴える内容であり、決議案を出した民主党の安敏錫議員は「日本側が誠実な対応を示し、ぎくしゃくした関係がよくなる契機となることを願いつつ返還運動を推進する」と話している。また、韓国の国際交流財団も、前述の国立博物館の小倉コレクション1121品、大阪市立東洋陶磁美術館の安宅コレクションの800品、天理大学附属天理図書館の夢遊桃源図などを日本が韓国に返還すべき文化財としている。

#### 東京国立博物館／東京大学／京都大学所蔵・古墳出土品
2013年、韓国文化財庁が調査依頼した国外所在文化財財団の報告では、東京国立博物館、東京大学、京都大学の所蔵する楽浪・新羅・伽耶時代の古墳出土品415点について「出所または情報が明確で、報告書や論文を通じ公権力による持ち出しが確認された出土品」とし、『返還を受けるべき出土品』であるA等級に分類した。その中には東京国立博物館所蔵の慶尚南道梁山市の夫婦塚の出土の新羅時代の文化財などが含まれている。
2014年7月31日、返還運動を行っている僧慧門らの市民団体「文化財自分の位置取り戻す」は東京国立博物館所蔵の小倉コレクションのうち、慶州市金冠塚の出土品に関して「朝鮮総督府が1921年に発掘し、これに関与した慶州博物館長が横領した疑惑がある」として保管中止を要請した。

#### 大倉集古館所蔵・利川五重石塔
大倉文化財団（大倉集古館）が所有する利川五重石塔の返還運動は、在日韓国人の金昌鎮によって開始された。2005年、金は利川文化院を訪問し、石塔還収運動を提議し、その後2006年にはMBC放送で利川五重石塔についての番組が作られ、2009年には利川市内に利川五重石塔の移転設置の敷地を造成されていった。2010年6月には毎日新聞とNHKが取材をした。
2010年、韓国利川市や韓国の曹溪宗は、利川五重石塔を、日本が略奪した文化財として返還を求めて市長らが10万人の署名をもって来日し、大倉集古館に返還要望書を提出したが、大倉集古館側は気持ちは理解できるが返還しないと答えた。また9条アジア宗教者会議も返還を要求した。

#### 常宮神社所蔵・国宝朝鮮鐘
2012年3月に晋州市 (慶尚南道)の市長を名誉団長とする市民団体約30人が常宮神社を訪れ、日本の国宝になっている朝鮮鐘の返還を要求した。
朝鮮鐘は豊臣秀吉の朝鮮出兵の際に渡来したと韓国晋州市蓮池寺址大寺池の説明看板や、韓国朝鮮文化財返還問題連絡会議は主張している。また朝鮮出兵説は、寛文元年（1661年）の常宮神社の記録や、延享元年（1744年）の稲庭正義は神功皇后を奉祀して外敵防止に威力があるため奉納したと書いている。
他方、藤田亮策は朝鮮出兵以前に海賊によって持ち出されたとしている。李洋秀は藤田説に対してその根拠とされた高麗史節要は、秀吉の侵略以前の倭寇によるとする証拠には到底ならないし、「歴史的考証などと言えるものではない」と批判した。
また坪井良平は朝鮮出兵の際に大谷吉継刑部が持ち帰ったとする分捕り伝説は「一概に信じることはできない」と評したが、これについても李洋秀は「何の科学的論拠もなしに決めつけている」と非難している。

#### 岩国市・六角亭
2014年4月、韓国高陽市が山口県岩国市紅葉谷公園に移築されている歴史的建築物「六角亭」の返還を同市に対して要求した。

## フランスとの問題

### 外奎章閣
1975年、フランスの国立図書館司書であったパク・ビョンソンが書庫に蔵書されているのを発見。これは李氏朝鮮時代の1866年に起きた丙寅洋擾の際に、フランス海軍極東艦隊がソウル近郊の江華島に侵攻し、御覧用の『朝鮮王室儀軌』である『外奎章閣』を略奪したもので、191種、297巻がフランス国立図書館に所蔵されている。
韓国政府はフランスに対してこの文書の返還を要求してきたが、フランス政府は1993年にフランソワ・ミッテラン大統領が訪韓した際に、金泳三大統領との間で貸与に原則的に合意したにもかかわらず、1巻を永久貸与したのみで、その他の返還・貸与には応じていなかった。これは、そもそもフランスが所有権を持つとともに、永久貸与自体にフランスの国内法上の問題があり、この文書以外の多数の外国文化財の返還問題に影響が及ぶおそれがあるためとされた。
1993年の合意と同時期には、韓国でのフランスのTGV導入も決定されたため、韓国国内ではフランス政府がTGVを売り込むために嘘をついたとの世論が惹起し、2007年1月には、韓国の市民団体がフランスの裁判所に返還を求めて訴訟を提起していた。しかし、2009年末に『外奎章閣』はフランスの国有財産であり、取得の状況や条件はこの事実に影響を与えないとの判決が出ている。
2010年11月12日、李明博大統領とニコラ・サルコジ大統領の間で会談が行われ、5年毎にフランスから韓国へ「貸与」を更新し続けるという形で、事実上韓国に返還されることが決まった。

## アメリカ合衆国との問題
2013年に韓国文化財庁は米国に対して朝鮮戦争の時の流出文化財について捜査を要請し、文定王后御宝や、顯宗御宝なども対象となっていた。
2014年4月、アメリカ合衆国のバラク・オバマ大統領は、朝鮮戦争の際に米兵が持ち帰った文化財、大韓帝国国璽「皇帝之宝」（1897年製作）など9点を韓国側に返還した。
韓国政府は、これらの文化財について、朝鮮戦争の時に「米軍が搬出したもの」と説明していたが、返還された後は、「北朝鮮軍によって略奪されていたもの」と説明を変更した。ハンギョレ新聞の取材に対して韓国政府は当時の関税記録を、北朝鮮による略奪説の理由にしたが、ハンギョレ新聞は疑問視した。

## 文化財保管レベル・回収後の雑管理
韓国の国立文化財研究所による2014から2015年までの調査により、紙類の国宝・文化財の56.6%は保存処理が必要な摩耗や綴じ、カビの酷い状態だと診断された。
日本に「略奪された」と言われていた国宝の高麗時代の石塔が、1957年の修復後から韓国の国立中央博物館に眠っていたことが2016年の報道で判明した。修復の記録も残っておらず、2013年に博物館側は収蔵庫に保存された石塔を発見していたが、韓国の文化財庁には通知せずにいた。そのため、「日本略奪説」が当然視されていた文化財が実際には収蔵庫に放置されていたため、韓国の文化財管理は杜撰であると指摘された。

## 対象文化財一覧

### 返還要求された文化財
| 文化財                                     | 写真     | 要求国      | 収蔵国             | 所有者等                                                             |
| ------------------------------------------ | -------- | ----------- | ------------------ | -------------------------------------------------------------------- |
| 朝鮮王室儀軌                               |          | 韓国        | 日本               | 宮内庁書陵部                                                         |
| 朝鮮王室儀軌                               | フランス | 韓国        | フランス国立図書館 |                                                                      |
| 朝鮮王朝武具                               |          | 韓国        | 日本               | 東京国立博物館                                                       |
| 楽浪・新羅・伽耶時代の古墳出土品（415点）  |          | 韓国        | 日本               | 東京国立博物館、東京大学、京都大学                                   |
| 小倉コレクション(慶州金冠塚出土品等を含む) |          | 韓国        | 日本               | 東京国立博物館                                                       |
| 安宅コレクション（陶磁800点）              |          | 韓国        | 日本               | 大阪市立東洋陶磁美術館                                               |
| 夢遊桃源図                                 |          | 韓国        | 日本               | 天理大学附属天理図書館                                               |
| 利川五重石塔                               |          | 韓国 利川市 | 日本               | 大倉文化財団大倉集古館                                               |
| 朝鮮鐘                                     |          | 韓国 晋州市 | 日本               | 常宮神社                                                             |
| 六角亭（建築）                             |          | 韓国 高陽市 | 日本 山口県岩国市  | 紅葉谷公園                                                           |
| 高麗版大般若経                             |          | 日本        | 韓国               | 安国寺（盗まれて韓国に搬出後、コリアナ博物館が返還拒否し保管中）     |
| 海神神社銅造如来立像                       |          | 日本        | 韓国               | 海神神社（盗まれて韓国に搬出後、海神神社へ返還）                     |
| 観音寺観世音菩薩坐像                       |          | 日本        | 韓国               | 観音寺（盗まれ韓国に搬出後、浮石寺が返還拒否し韓国文化財庁が保管中） |

### 譲渡または返還された文化財
| 返還年 | 文化財                         | 写真     | 要求国                          | 旧収蔵国                   | 旧所有者等           |
| ------ | ------------------------------ | -------- | ------------------------------- | -------------------------- | -------------------- |
| 1965年 | 朝鮮由来の文化財1321点         |          | 韓国                            | 日本                       | 東京国立博物館       |
| 1991年 | 李方子女史（英親王妃）の服飾等 |          |                                 | 日本                       |                      |
| 1996年 | 朝鮮王朝実録五台山史庫本       |          | 韓国                            | 日本                       | 東京大学             |
| 2005年 | 北関大捷碑                     |          | 韓国 北朝鮮（2006年韓国が譲渡） | 日本                       | 靖国神社             |
| 2006年 | 寺内文庫                       |          | 韓国                            | 日本                       | 山口県立山口女子大学 |
| 2011年 | 朝鮮王室儀軌                   |          | 韓国                            | 日本                       | 宮内庁書陵部（譲渡） |
| 2011年 | 朝鮮王室儀軌                   | フランス | 韓国                            | フランス国立図書館（貸与） |                      |